# Tom Daley
Tom Daley (Plymouth, 1994. május 21. –) olimpiai aranyérmes brit mű- és toronyugró, valamint TV-s személyiség. A 10 méteres toronyugrás specialistája és 2009-es FINA világbajnok, amely egyedi teljesítmény 15 évesen. 7 évesen kezdett műugrani és a Plymouth Műugró Klub tagja volt. 9 éves korától részt vett országos és nemzetközi versenyek. Ő képviselte Nagy Britanniát a 2008-as nyári olimpián, ahol ő volt Britannia legfiatalabb versenyzője, és a legfiatalabb versenyző a döntőben (14 évesen). 2009-ben elérte addigi karrierje legmagasabb helyezését, mint a FINA Mű- és Toronyugró Világbajnokság első helyezettje, amit 2017-ben megismételt.
Két aranyérmet szerzett Angliának a 2010-es Nemzetközösségi Játékokon, 10 méteres szinkronugrásban (Max Brickkel), és a 10 méteres Egyéni Műugró versenyen. Valamint bronzérmet nyert Nagy Britanniának egyénileg a 2012-es nyári olimpiai játékokon.
A 2012-es sikere után és az emberek sport iránti érdeklődése miatt az Egyesült Királyságban, az ITV meghívta Daleyt, hogy szerepeljen az új valóságshow-jukban, a Splash!-ben. Daley a show premierjén, 2013. január 5-én jelent meg, mint a versenyzők mentora.

## Élete

### Sportpályafutása
Első példaképei Alexandre Despatie – kanadai műugró, aki 13 évesen aranyérmet nyert az 1998-as Nemzetközösségi Játékokon – és Leon Taylor – brit műugró, aki később a mentora lett – voltak. Mikor Daley rendszeresen járt műugróórákra, egy edző 2002 szeptemberében egy versenyképes csapatba helyezte. Az első versenye a Nemzeti Kezdő Bajnokság volt 2003 áprilisában, ahol érmet nyert a 8/9 éves fiúk kategóriájában. 2003 szeptemberében, részt vett egy meghívásos versenyen Southamptonban, ahol megnyerte az 1 méteres és a 3 méteres műugrásokat, és először versenyzett szélesebb közönség előtt. Daley megnyerte a korcsoportjában a brit bajnokságot az műugró 1 méteres és a 3 méteres és a toronyugró versenyszámokat, 2004, 2005 és 2006-ban.
2004 júniusában, a 10. születésnapja utáni hónapban, megnyert egy nemzeti junior (18 év alatti) versenyt, amellyel az esemény legfiatalabb győztese lett. 2005-ben Daley vendégként versenyzett az Australian Elite Junior Nationalsben és első lett az toronyugrásban, második az műugró 3 méteres ugrásban, a 14-15 évesek korcsoportjában. Ő szintén a 14-15 évesek korcsoportjában versenyzett a 2005-ös aacheni junior nemzetközi versenyen, második helyezést érve el az toronyugró, harmadikat pedig az műugró 3 méteres számokban. 2006-ban nem válogatták be a Nemzetközösségi Játékok Angol csapatába a kora miatt. 2006-ban ő volt a 18 év alatti 3 méteres emelvényről és műugrás brit bajnoka, és második lett a 10 méteres ugrásból, a 2007-es Brit Bajnokságon.
2007-ben (12 évesen) különleges engedélyt kapott, hogy részt vegyen az Ausztrál Ifjúsági Olimpiai Fesztiválon ahol – a minimális életkor tizenöt év – Callum Johnstone-nal végül második lett a szinkronugrásban. 2008-ban megnyerte az egyéni és – Blake Aldridge oldalán – a páros számot is a brit felnőtt bajnokságban. A Világkupán egy ezüstöt és egy bronzot nyert, ezzel ő lett minden idők legfiatalabb brit műugró érmese. 2008 márciusban újabb rekordot döntött, amikor megnyerte az eindhoveni vizes Európa-bajnokságon a 10 méteres toronyugrást, s ezzel a teljesítménnyel pedig minden idők legfiatalabb Eb-győztese lett.
14 évesen ott volt Pekingben, élete első nyári olimpiáján, mely nem hozott számára igazi sikert, hiszen párosban nyolcadik, egyesben csak a hetedik helyen végzett. Egy hónappal később a FINA junior világbajnokságán – melyen fiatal kora miatt először indulhatott – viszont 2. lett. Négy évvel később Londonban, a hazai rendezésű ötkarikás játékokon egyéniben felállhatott a dobogó harmadik fokára, de szinkronugrásban csak a negyedikek lettek Peter Waterfielddel.
2016-ban, a londoni vizes Eb-n megnyerte a férfi toronyugrást, míg a férfi szinkronugrásban – Daniel Goodfellow-val, a németek mögött – ezüstérmes lett. 22 éves volt, amikor a 2016-os riói olimpián – remek párost alkotva a 19 éves Goodfellow-val – másodszor is olimpiai bronzérmes lett, viszont az egyéni toronyugrás elődöntőjében az utolsó, 18. helyen végzett.
Az Európai Úszószövetség (LEN) szavazásán – 2009 és 2015 után harmadszor – 2017 legjobb európai férfi műugrójának választották.

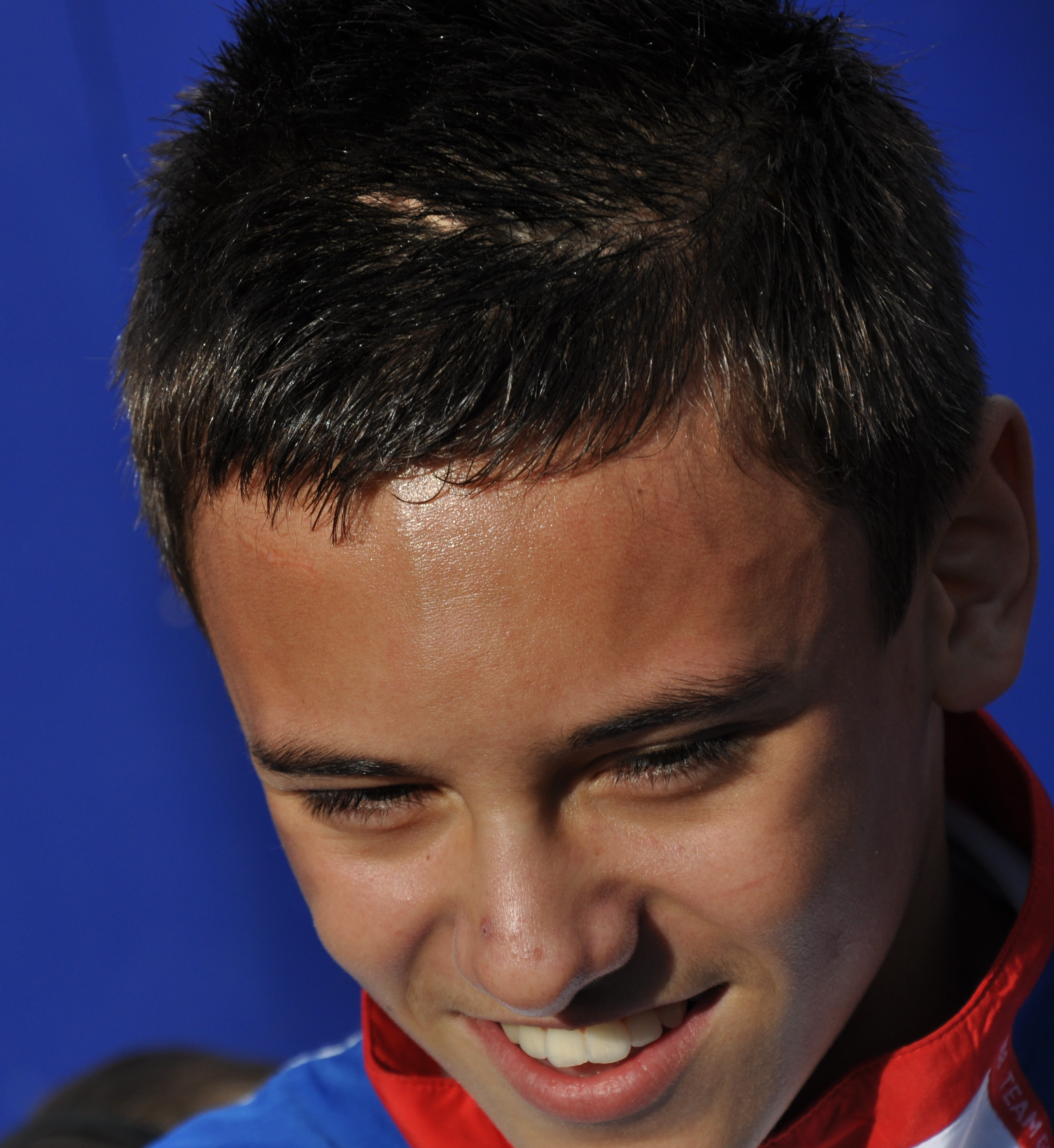
Tom Daley 2008-ban
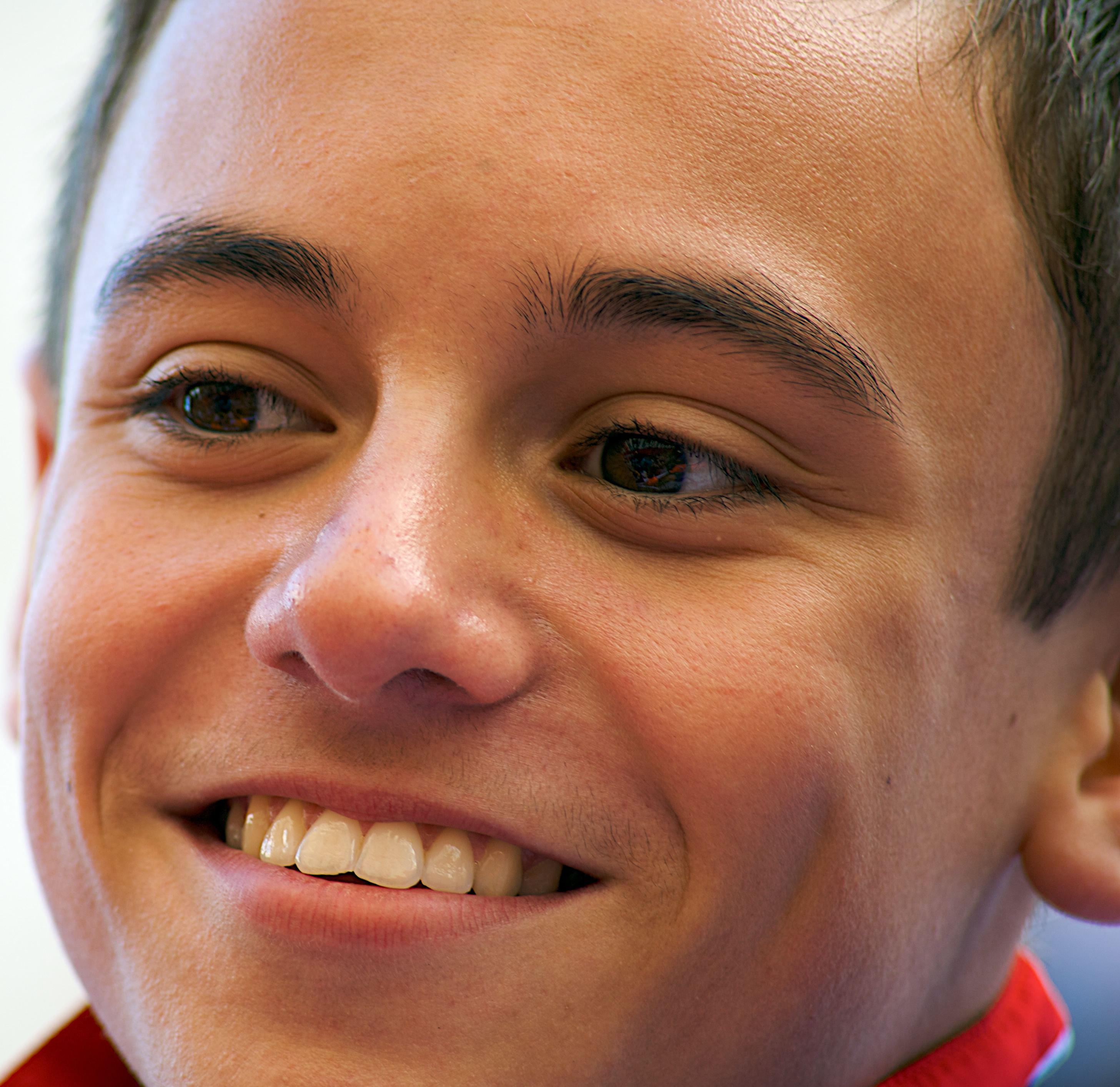
Tom Daley 2008-ban
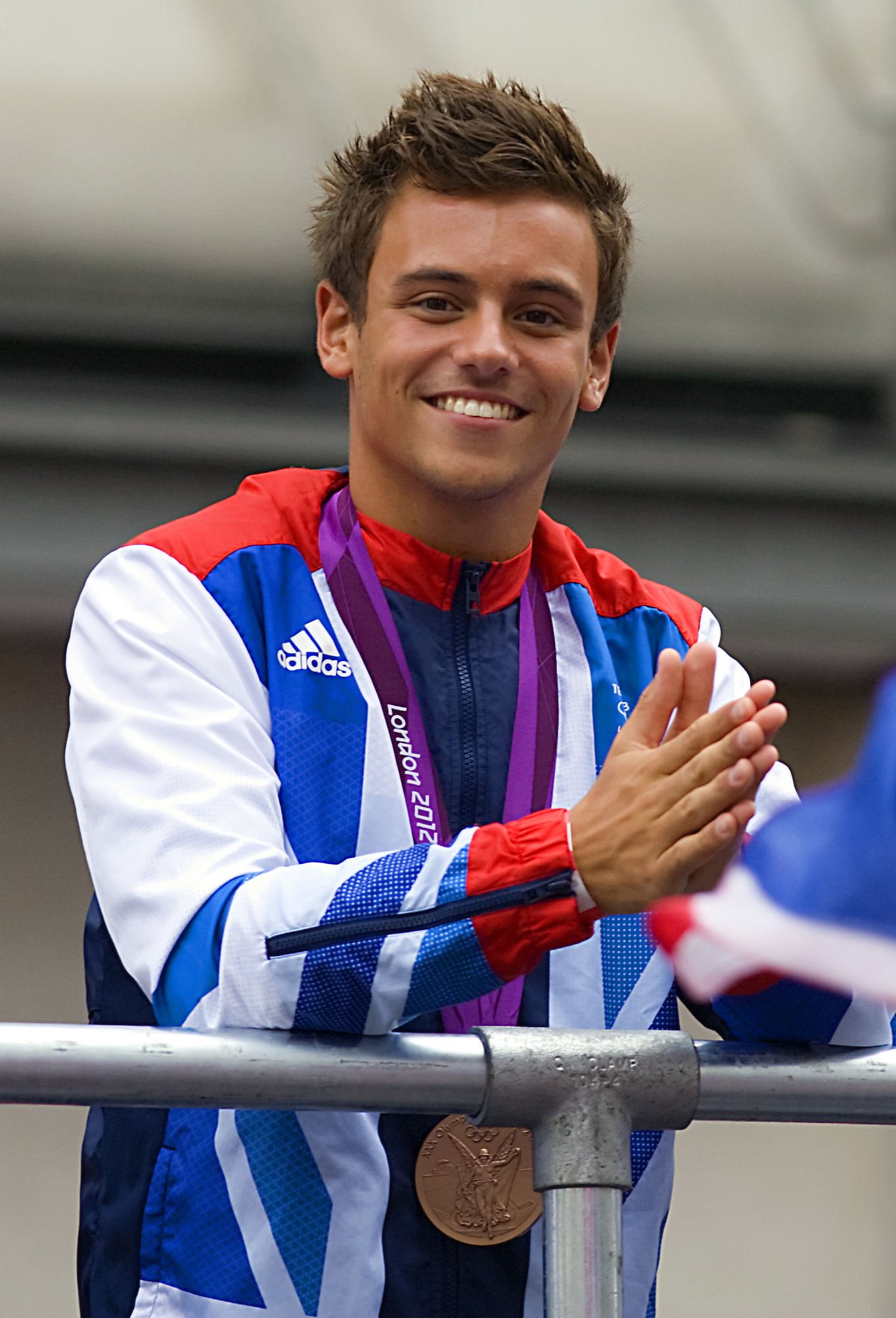
Tom Daley 2012-ben

### Oktatás
11-től 14 éves koráig, Daley az Eggbuckland Community Collegeba járt. 13 évesen a híresség támogatója lett a ChildLine nevű segélyvonalnak, és ekkor derült ki, hogy őt 18 hónappal korábban már terrorizálták az iskolában. 2009 áprilisában, megjelent a Plymouth helyi újságjában, a The Herald-ban, hogy az olimpia óta terrorizálják az iskolában, az apja azt mondta a BBC-nek, hogy ideiglenesen bevonják őt is, mert a probléma ellen minden hatástalan. A médiában dicsérték Daleyt és beszéltek a problémájáról. Daley teljes ösztöndíjat kapott a Brighton Collegeba, de az otthontól való nagy távolság miatt az apjához fordult, majd a helyi iskola, a Plymouth College felajánlott egy "igen jelentős ösztöndíjat", majd pár napra rá bebizonyosodott, hogy Daleyt beíratták a Plymouth Collegeba.
2012-ben, Baley befejezte haladó szintű tanulmányait matematikából, spanyolból és fényképezésből. Daley úgy döntött, hogy nem vállalja a nemzetközi érettségit, a 2012-es olimpiára való felkészülés miatt.

### Magánélete
Daley Plymouthban született, Devonban, az Egyesült Királyságban, Debbie (született: Selvester) és Robert Daley fiaként. Két testvére van, William, aki 3 évvel fiatalabb, és Ben, aki 5-tel. Apja, Robert agytumorban halt meg, 2011. május 27-én, 40 évesen.
2013. december 2-án Daley feltöltött egy videót a YouTube-ra, amelyben bejelentette, hogy kapcsolata van egy férfival az év eleje óta. A vőlegénye az amerikai forgatókönyvíró, filmrendező és filmproducer, Dustin Lance Black. Együtt élnek Londonban. Egy a Times-nak adott interjújában elmondta, hogy a 2012-es olimpia idején a vakuk elvonták a figyelmét és meg kellett ismételnie az ugrást, ezután poszttraumatikus stressz szindrómában szenvedett és csak Dustin Lance Black miatt folytatta a műugrást.[forrás?] Daley és Black 2015 október 1-jén eljegyezték egymást, majd 2017. május 6-án, a Plymouth közelében fekvő Bovey-kastélyban egybekeltek. 2018. február 14-én Daley Instagram-fiókján keresztül jelentette be, hogy férjével első gyermeküket a béranyaság révén várják. Fiuk, Robert "Robbie" Ray Black-Daley 2018. június 27-én született. A család Londonban él.

## Versenytörténete
| Verseny                                                                   | 2005 | 2006 | 2007 | 2008 | 2009 | 2010 | 2011 | 2012 | 2013 | 2014 | 2015 | 2016 | 2017 |
| ------------------------------------------------------------------------- | ---- | ---- | ---- | ---- | ---- | ---- | ---- | ---- | ---- | ---- | ---- | ---- | ---- |
| Olimpiai játékok, 10 m                                                    |      |      |      | 7.   |      |      |      | 3.   |      |      |      | 18.  |      |
| Olimpiai játékok, 10 m (szinkron)                                         |      |      |      | 8.†  |      |      |      | 4.@  |      |      |      | 3.=  |      |
| Ifjúsági olimpiai játékok, 3 m                                            |      |      |      |      |      | 9.   |      |      |      |      |      |      |      |
| Úszó-világbajnokság, 10 m                                                 |      |      |      |      | 1.   |      | 5.   |      | 6.   |      | 3.   |      | 1.   |
| Úszó-világbajnokság, 10 m (szinkron)                                      |      |      |      |      | 9.§  |      | 6.@  |      |      |      |      |      |      |
| Úszó-világbajnokság (vegyes csapatverseny)                                |      |      |      |      |      |      |      |      |      |      | 1.&  |      |      |
| Junior Műugró-világbajnokság, 3 m (szinkron) ("A")                        |      |      |      |      |      |      |      | 1.?  |      |      |      |      |      |
| Junior Műugró-világbajnokság, 3 m ("B")                                   |      |      |      | 2.   |      |      |      |      |      |      |      |      |      |
| Junior Műugró-világbajnokság, 10 m                                        |      |      |      | 2.   |      |      |      | 1.   |      |      |      |      |      |
| Úszó-Európa-bajnokság, 10 m                                               |      |      |      | 1.   |      |      |      | 1.   |      | 2.   |      | 1.   |      |
| Úszó-Európa-bajnokság, 10 m (szinkron)                                    |      |      |      | 6.†  |      |      |      |      |      | 4.%  |      | 2.=  |      |
| Nemzetközösségi Játékok, 10 m                                             |      |      |      |      |      | 1.   |      |      |      | 1.   |      |      |      |
| Nemzetközösségi Játékok, 10 m (szinkron)                                  |      |      |      |      |      | 1.§  |      |      |      | 2.%  |      |      |      |
| Brit Bajnokság, 10 m                                                      |      | 3.   | 2.   | 1.   | 1.   | 2.   | 2.   | 1.   | 1.   |      | 1.   | 1.   |      |
| Brit Bajnokság, 10 m (szinkron)                                           |      |      |      | 1.†  |      |      | 1.@  | 1.@  |      |      |      | 1.=  |      |
| Brit Bajnokság, 10 m (junior)                                             | 1.   | 1.   | 1.   |      |      |      |      | 1.   |      |      |      |      |      |
| Brit Bajnokság, 3 m                                                       |      |      |      |      |      |      | 2.   |      |      |      |      |      |      |
| Brit Bajnokság, 3 m (junior)                                              |      | 4.   |      |      |      |      |      |      |      |      |      |      |      |
| Brit Bajnokság, 1 m                                                       |      | 17.  |      |      |      |      |      |      |      |      |      |      |      |
| FINA Műugró Világsorozat, Dubai, Egyesült Arab Emírségek, 10 m            |      |      |      |      |      |      |      | 2.   |      | 4.   | 2.   | 7.   |      |
| FINA Műugró Világsorozat, Dubai, Egyesült Arab Emírségek, 10 m (szinkron) |      |      |      |      |      |      |      | 4.@  |      |      |      | 2.=  |      |
| FINA Műugró Világsorozat, Doha, Katar, 10 m                               |      |      |      |      | 6.   |      |      |      |      |      |      |      |      |
| FINA Műugró Világsorozat, Csangcsou, Kína, 10 m                           |      |      |      |      | 3.   |      |      |      |      |      |      |      |      |
| FINA Műugró Világsorozat, Nanking, Kína, 10 m                             |      |      |      | 4.   |      |      |      |      |      |      |      |      |      |
| FINA Műugró Világsorozat, Csingtao, Kína, 10 m                            |      |      |      |      |      | 4.   |      |      |      |      |      |      |      |
| FINA Műugró Világsorozat, Peking, Kína, 10 m                              |      |      |      |      |      |      | 3.@  | 2.   |      | 3.   |      | 4.   |      |
| FINA Műugró Világsorozat, Peking, Kína, 10 m (szinkron)                   |      |      |      |      |      |      |      | 2.@  |      |      |      | 3.=  |      |
| FINA Műugró Világsorozat, Moszkva, Oroszország, 10 m                      |      |      |      |      |      |      | 5.   | 2.   |      |      |      |      |      |
| FINA Műugró Világsorozat, Moszkva, Oroszország, 10 m (szinkron)           |      |      |      |      |      |      |      | 5.@  |      |      |      |      |      |
| FINA Műugró Világsorozat, Kazany, Oroszország, 10 m                       |      |      |      |      |      |      |      |      |      |      |      | 2.   |      |
| FINA Műugró Világsorozat, Kazany, Oroszország, 10 m (szinkron)            |      |      |      |      |      |      |      |      |      |      |      | 3.=  |      |
| FINA Műugró Világsorozat, Tijuana, Mexikó, 10 m                           |      |      |      | 5.   |      |      |      | 1.   |      |      |      |      |      |
| FINA Műugró Világsorozat, Tijuana, Mexikó, 10 m (szinkron)                |      |      |      | 5.†  |      |      |      | 3.@  |      |      |      |      |      |
| FINA Műugró Világsorozat, Veracruz, Mexikó, 10 m                          |      |      |      |      |      | 4.   |      |      |      |      |      |      |      |
| FINA Műugró Világsorozat, Guanajuato, Mexikó, 10 m                        |      |      |      |      |      |      | 2.   |      |      |      |      |      |      |
| FINA Műugró Világsorozat, Guanajuato, Mexikó, 10 m (szinkron)             |      |      |      |      |      |      | 4.@  |      |      |      |      |      |      |
| FINA Műugró Világsorozat, Mérida, Mexikó, 10 m                            |      |      |      |      |      |      |      |      |      |      | 2.   |      |      |
| FINA Műugró Világsorozat, Mérida, Mexikó, Vegyes 3 m                      |      |      |      |      |      |      |      |      |      |      | 3.*  |      |      |
| FINA Műugró Világsorozat, London, Egyesült Királyság, 10 m                |      |      |      |      |      |      |      |      |      | 5.   | 1.   |      |      |
| FINA Műugró Világsorozat, Edinburgh, Egyesült Királyság, 10 m             |      |      |      |      |      |      |      |      | 1.   |      |      |      |      |
| FINA Műugró Világsorozat, Sheffield, Egyesült Királyság, 10 m             |      |      | 4.   | 2.   | 2.   |      | 4.   |      |      |      |      |      |      |
| FINA Műugró Világsorozat, Sheffield, Egyesült Királyság, 10 m (szinkron)  |      |      | 5.†  | 1.†  | 5.§  |      | 1.@  |      |      |      |      |      |      |
| FINA Műugró Világsorozat, Windsor, Ontario, Kanada, 10 m                  |      |      |      |      |      |      |      |      |      |      | 2.   | 3.   |      |
| FINA Műugró Világsorozat, Windsor, Ontario, Kanada, Vegyes 3 m            |      |      |      |      |      |      |      |      |      |      | 3.*  | 2.=  |      |
| FINA Műugró Nagydíj, Fort Lauderdale, Egyesült Államok, 10 m              |      |      |      |      | 1.   |      |      |      |      |      |      |      |      |
| FINA Műugró Nagydíj, Fort Lauderdale, Egyesült Államok, 10 m (szinkron)   |      |      |      |      | 2.§  |      |      |      |      |      |      |      |      |
| FINA Műugró Nagydíj, Madrid, Spanyolország, 10 m                          |      |      | 4.   |      |      |      |      |      |      |      |      |      |      |
| FINA Műugró Nagydíj, Kanada, 10 m                                         |      |      | 10.  |      |      |      |      |      |      |      |      |      |      |
| ASA Nemzeti Műugró-bajnokság, 10 m                                        |      |      | 1.   |      |      |      |      |      |      |      |      |      |      |
| ASA Nemzeti Műugró-bajnokság, 10 m (szinkron)                             |      |      | 1.   |      |      |      |      |      |      |      |      |      |      |
| ASA Nemzeti Műugró-bajnokság, 10 m (junior)                               |      | 2.   | 1.   |      |      |      |      |      |      |      |      |      |      |
| ASA Nemzeti Műugró-bajnokság, 3 m (junior)                                | 1.   | 1.   | 1.   |      |      |      |      |      |      |      |      |      |      |
| ASA Nemzeti Műugró-bajnokság, 3 m                                         |      |      | 2.   |      |      |      | 5.   |      |      |      |      |      |      |
| ASA Elite Junior Országos Bajnokság, 1 m                                  |      | 1.   |      |      |      |      |      |      |      |      |      |      |      |
| ASA Elite Junior Országos Bajnokság, 3 m                                  |      | 1.   |      |      |      |      |      |      |      |      |      |      |      |
| ASA Elite Junior Országos Bajnokság, 10 m                                 |      | 1.   |      |      |      |      |      |      |      |      |      |      |      |
| CAMO Meghívásos Találkozó, 10 m                                           |      |      | 6.   |      |      |      |      |      |      |      |      |      |      |
| CAMO Meghívásos Találkozó, 10 m (szinkron)                                |      |      | 1.†  |      |      |      |      |      |      |      |      |      |      |
| Ausztrál Junior Elite Műugró Bajnokság, 10 m                              | 1.   |      |      |      |      |      |      |      |      |      |      |      |      |
| Ausztrál Junior Elite Műugró Bajnokság, 3 m                               | 2.   |      |      |      |      |      |      |      |      |      |      |      |      |
| Aachen Junior Nemzetközi Verseny, 10 m                                    | 2.   |      |      |      |      |      |      |      |      |      |      |      |      |
| Aachen Junior Nemzetközi Verseny, 3 m                                     | 3.   |      |      |      |      |      |      |      |      |      |      |      |      |

____

† = Blake Aldrige-al

§ = Max Brick-kel

@ = Peter Waterfield-del

? = Jack Laugher-rel

% = James Denny-vel

& = Rebecca Gallantree-vel

* = Alicia Blagg-gel

= = Daniel Goodfellow-val

## Díjai és kitüntetései
| Év   | Díj                                            | Kategória                 | Eredmény |
| ---- | ---------------------------------------------- | ------------------------- | -------- |
| 2006 | BBC Év Sportolója Díj                          | Az Év Fiatal Sportolója   | Jelölve  |
| 2007 | BBC Év Sportolója Díj                          | Az Év Fiatal Sportolója   | Elnyerte |
| 2007 | Herald Díj                                     | Az Év Sportolója          | Elnyerte |
| 2008 | BBC Év Sportolója Díj                          | Az Év Fiatal Sportolója   | Jelölve  |
| 2009 | BBC Év Sportolója Díj                          | Az Év Sportolója          | Jelölve  |
| 2009 | BBC Év Sportolója Díj                          | Az Év Fiatal Sportolója   | Elnyerte |
| 2009 | Daily Telegraph/Aviva School Sport Matters Díj | Az Év Diákja              | Elnyerte |
| 2009 | Herald Díj                                     | Az Év Sportolója          | Elnyerte |
| 2010 | BBC Teen Radio 1 Díj                           | Legjobb Sportsztár        | Elnyerte |
| 2010 | BBC Év Sportolója Díj                          | Az Év Sportolója          | Jelölve  |
| 2010 | BBC Év Sportolója Díj                          | Az Év Fiatal Sportolója   | Elnyerte |
| 2010 | Laureus-díj                                    | Az Év Felfedezettje       | Jelölve  |
| 2011 | BBC Teen Radio 1 Díj                           | Legjobb Fiatal Sportsztár | Elnyerte |
| 2012 | BBC Teen Radio 1 Díj                           | Legjobb Brit Sportsztár   | Elnyerte |
| 2012 | BBC Teen Radio 1 Díj                           | Male Hottie of the Year   | Elnyerte |
| 2012 | Herald Díj                                     | Az Év Sportolója          | Elnyerte |
| 2013 | UK Kids Choice Awards                          | Kedvenc Brit Sportsztár   | Elnyerte |

- Az év európai műugrója (LEN) (2017)[37]